# Ipimorpha manitobae
Ipimorpha manitobae är en fjärilsart som beskrevs av Embrik Strand 1921. Ipimorpha manitobae ingår i släktet Ipimorpha och familjen nattflyn. Inga underarter finns listade i Catalogue of Life.